# Imam

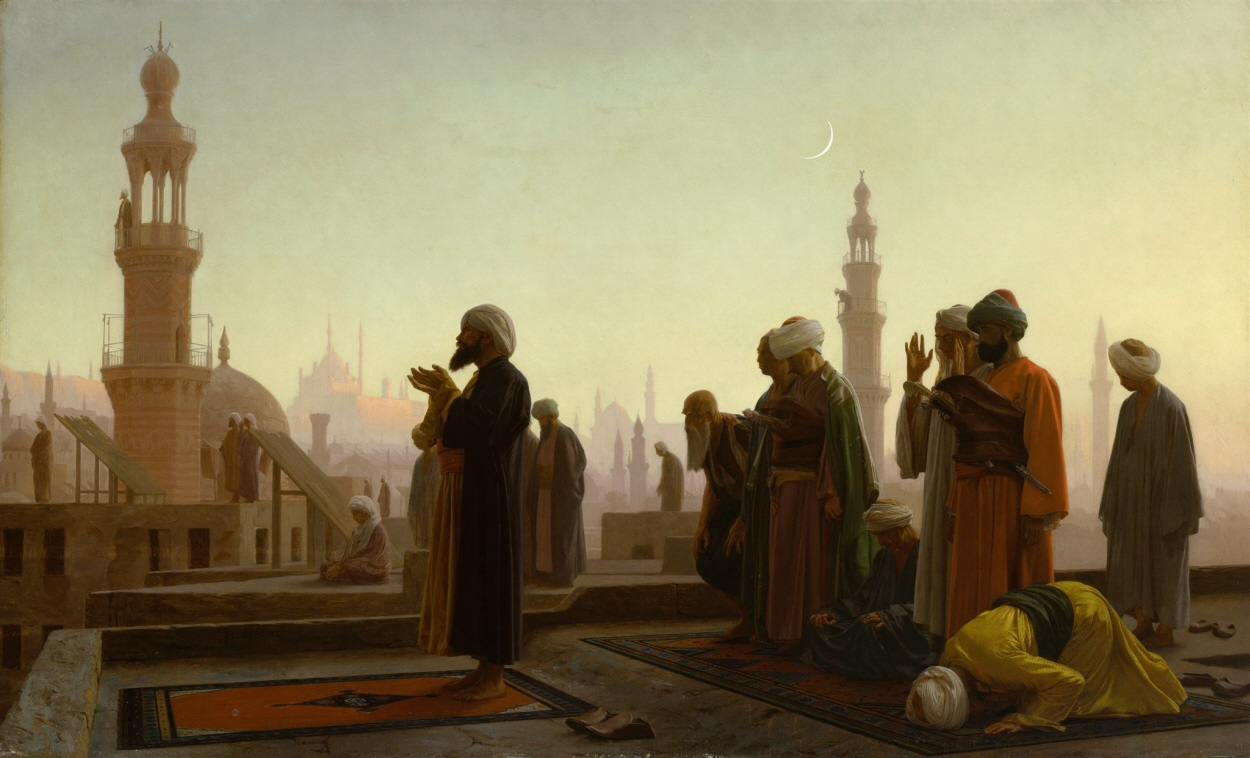
Imam leder bön i Kairo. Målning av Jean-Léon Gérôme 1865.

Imam (arabiska إِمَام "den som står framför") är inom islam en titel med flera betydelser såsom ledare av bön, hederstitel för en person med en framstående religiös ställning eller en islamsk politisk-religiös ledare.

## Böneledare
Imamens ursprungliga förrättning är att vara ledare av den gemensamma bönen i moskén, varvid han står framför de övriga, med ryggen vänd åt dem och de följer efter alla hans rörelser. I de stora moskéerna finns två imamer, en för de fem föreskrivna dagliga bönerna och en för den predikan, som skall hållas varje fredag (jämför khutba).
Imamerna bildar inget särskilt stånd och har därför heller ingen särskild dräkt. De tas ofta bland fattiga, fromma studerande, och då de ur moskéns kassa får blott en mindre lön försörjer de sig vid sidan om. En imam kan när som helst på förekommen anledning avskedas av moskéns nasir (förvaltare). Han förlorar då sin titel av imam och kan ersättas med någon annan som är kompetent att förrätta hans syssla.

## Titel
I inskränkt betydelse betecknar imam det andliga överhuvudet, i motsats till emir, den världslige maktinnehavaren, i vissa islamiska stater. De turkiska sultanerna bar därför alltid den av abbasiderna efter de tolv imamernas bortgång (se nedan) upptagna titeln imam-el-muslimin, "muslimernas imam", jämte den av emir-el-mumi-nin (se Emir). Titeln imam bars även av åtskilliga arabiska furstehus, såsom zayditerna i Jemen från och med 800-talet, och tillkommer ännu i dag officiellt imamen av Muskat. 

## Politisk-religiös ledare
Imamer som i särskild mening andliga ledare kallas också de första muslimska århundradenas korantolkare och rättslärda, vilka motsvarar den kristna kyrkans patres ("kyrkofäder"). Dessa indelas efter sin rang i sju klasser, av vilka den första består blott av de fyra stora imamerna, Abu Hanifa (död 767), Malik ibn Anas (död 795), Ash-Shāfi‘ī (död 819) och Ibn Hanbal (död 855), vilka stiftade var sin av det sunnitiska islams fyra ortodoxa rättsskolor. Till någon av dessa måste varje rättrogen sunnit höra. Hanafiternas rättsskola är den härskande bland turkar och tatarer samt muslimerna i Pakistan, malikiternas i norra Afrika med undantag av vissa delar av Egypten, shafiternas i större delen av Egypten och dessutom i Sydarabien och Indonesien. Hanbaliternas rättsskola, den mest fanatiska, var förr allmän i Mesopotamien, Syrien och Palestina, men har från och med osmanernas uppträdande på 1400-talet mer och mer undanträngts av den hanafitiska riktningen och praktiseras numera i stort sett bara i Saudiarabien.

### Shiitiska imamer
Inom shiaislam har läran om imamer en central plats med flera imamgrupper. Den största är de tolv imamerna vilka är ättlingar till profeten Muhammeds svärson  och kusin Ali ibn Abi Talib (den fjärde kalifen hos sunniterna) och dennes son Husayn ibn Ali vilka räknas som den första respektive tredje imamen. Andra grupper är ismailiter och zayditer.

## Strävan efter kvinnliga motsvarigheter
Framför allt i västvärlden pågår vissa strävanden att inrätta kvinnliga motsvarigheter till imamer. Hitintills har några reformationsvänliga försök eller separata moskéer och församlingsgrupper skapats, där verksamhets- och böneledning inför både kvinnor och män sköts av teologiskt utbildade kvinnor, som uppbär titeln imam. Frågan uppfattas dock ofta som kontroversiell med delade åsikter inom den muslimska världen.
I Sverige startade Kista folkhögskola 2016 en teologisk utbildning för att leda bön och vissa ansvarsfördelningsarbeten pågår inom vissa svenska moskéer.
I Köpenhamn startades 2016 den särskilda Mariam-moskén för kvinnor och män med enbart kvinnliga imamer, men där fredagsbönen enbart är för kvinnor, övriga böner och aktiviteter för alla. Moskéns grundare, Sherin Khankan, omtalades som den första kvinnliga imamen i Norden, men i Sverige hade Suad Mohamed varit verksam som imam redan 2007.